# Capul Columbia

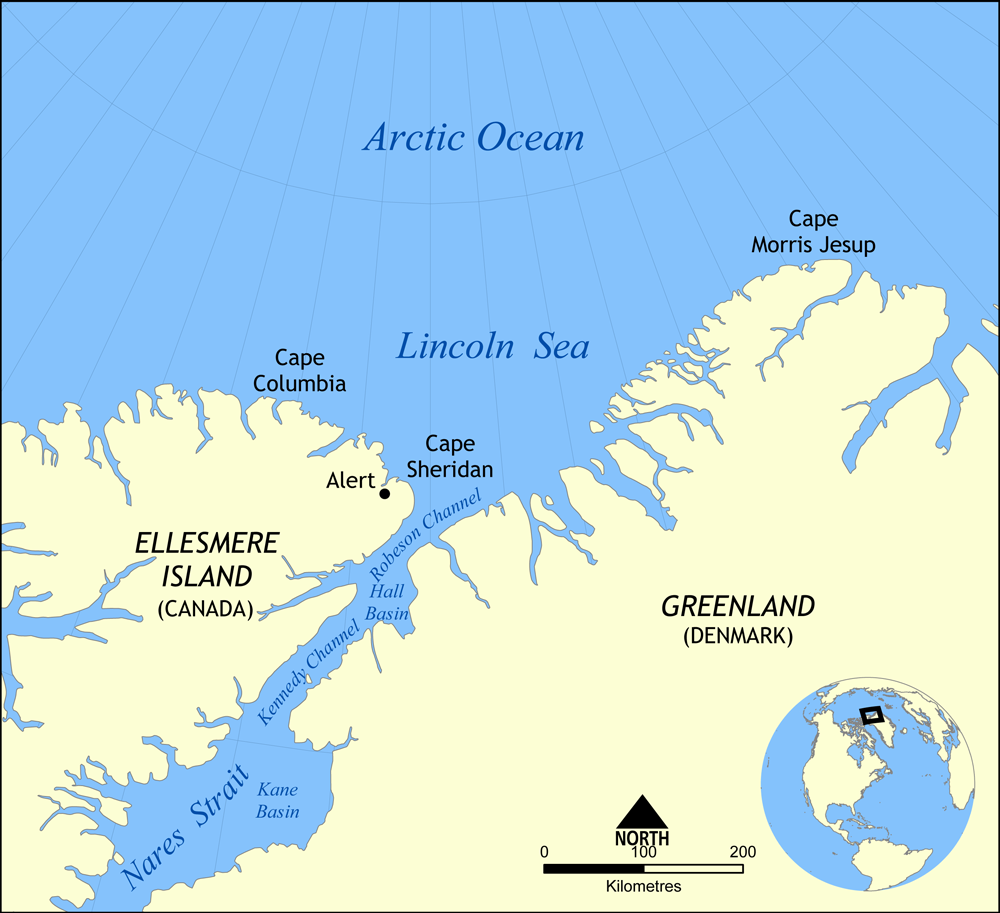
Zona Capului Columbia şi Marea Lincoln

Capul Columbia este cel mai nordic punct terestru al Canadei și Americii de Nord, situat pe insula Ellesmere aparținând de regiunea Qikiqtaaluk a teritoriului Nunavut. Totodată, conform definiției date în 1953 de către Organizația Hidrografică Internațională, el reprezintă și cel mai vestic punct de coastă al mării Lincoln, parte a Oceanului Arctic. 
Distanța de la capul Columbia până la Polul Nord este de 769 km. 
Capul Columbia a fost descoperit în 1876 de către Pelham Aldrich, un locotenent din cadrul Expediției Arctice Britanice din 1875-76 conduse de George Nares.
Robert Peary a ales capul Columbia ca locație pentru cel mai avansat depozit pregătit de el pentru încercarea sa de a atinge Polul Nord în 1909..